# Пиер Льометр
Пиер Льометр (на френски: Pierre Lemaître) е френски сценарист и писател, автор на бестселъри в жанра криминален роман.

## Биография и творчество
Пиер Льометр е роден на 19 април 1951 г. в Париж, Франция. Отраства в Обервил и Дранси. Майка му е запален библиоман на джобни романи и той също чете много. Завършва психология. Основава собствена агенция и работи в продължение на много години като преподавател по история на френската и американска литература за библиотекари.
Първият му роман „Travail soigné“ (Чиста работа) от криминалната поредица „Камий Верховен“ и издаден през 2006 г. Главният герой комисар Камий Верховен разследва бруталните престъпления на сериен убиец наречен от пресата „Романистът“, тъй като всяка жертва е свързана със сюжет в класическите романи. Предстои му неочакван психологически двубой. Книгата е удостоена с литературната награда за полицейски роман на Филмовия фестивал за криминални филми в Коняк. След него той напуска работата си и се посвещава на писателската си кариера.
Следващият му роман „Булчинска рокля“ от 2009 г. е в духа на произведенията на Хичкок. Главната героиня Софи се оказва издирвана убийца рецидивистка, която не помни части от миналото си. Тя трябва да разбере какво е проклятието, тегнещо над нея, и каква е тайната на вехтата булчинска рокля, която той пази като зеницата на окото си. Книгата става бестселър и получава няколко награди.
Вторият му психологически трилър „Алекс“ от поредицата „Камий Верховен“ е издаден през 2011 г. Комисар Верховен и неговият екип от вещи полицаи разследват бруталното отвличане на младата и съблазнителна Алекс, която успява да избяга, а похитителят ѝ се е самоубива. Но дали зад очевидните факти не се крият зловеща тайна, извратеност и чудовищно равнодушие, които да носят своя непредвидим край. Книгата получава наградата на читателите и престижната награда „Кинжал“ на Британската асоциация на авторите на криминални романи.
През 2013 г. той е удостоен с авторитетната наградата „Гонкур“ за романа „Ще се видим там горе“, който получава още 8 литературни отличия. Едноименната екранизация от 2017 г., копродукция на Франция и Канада, печели 5 награди „Сезар“.
През 2016 г. е издаден историко-приключенският му роман „Trois jours et une vie“ (Три дни и един живот), който описва съдбата на ветераните след Втората световна война.
През 2016 г. отново получава наградата „Кинжал“ за романа си „Camille“.
Творчеството на писателя се характеризира с взаимосвързаността на съспенса и интригата със социалната критика и фините екзистенциални наблюдения на съвременното общество. Произведенията на писателя са преведени на над 30 езика по света.
В периода 2011 – 2013 г. е директор на Асоциацията на литераторите на Франция.

## Произведения

### Самостоятелни романи
- Robe de marié (2009)
Булчинска рокля, изд.: ИК „Колибри“, София (2016), прев. Максим Благоев
- Cadres noirs (2010)
- Au revoir là-haut (2013) – награда „Гонкур“
Ще се видим там горе, изд.: ИК „Колибри“, София (2014), прев. Росица Ташева
- Trois jours et une vie (2016)

### Серия „Камий Верховен“ (Camille Verhœven)
1. Travail soigné (2006) – издаден и като „Irène“
2. Alex (2011)
Алекс, изд.: ИК „Колибри“, София (2014), прев. Зорница Китинска
3. Les Grands Moyens (2011) – издаден и ката „Rosy & John“
4. Sacrifices (2012) – издаден и като „Camille“

### Екранизации
- 2009 Otages – ТВ филм, история
- 2010 Marion Mazzano – ТВ сериал, диалог, 1 епизод
- 2010 Boulevard du Palais – ТВ филм, история, 1 епизод
- 2017 Ще се видим там горе, Au revoir là-haut – 5 награди „Сезар“ и 8 номинации. Награди – най-добър адаптиран сценарий (Албер Дюпонтел), кинематография (Венсан Матиас), костюми (Мими Лемпицка), дизайн на продукцията (Пиер Кефелеан) и режисура (Албер Дюпонтел). Номинации – най-добър филм, най-добър актьор (Албер Дюпонтел), най-добра актриса в поддържаща роля (Мелани Тиери), най-добър актьор в поддържаща роля (Нилс Арструп), най-добър актьор в поддържаща роля (Лоран Латиф), най-добра оригинална музика (Кристоф Жулиен), за монтаж и за звук.